# Los Torraos
Los Torraos es una pedanía perteneciente al municipio de Ceutí en la Región de Murcia, España. Pertenece a la comarca de la Vega Media del Segura, y su actividad económica está basada principalmente en la agricultura y la industria.

## Toponimia
Aunque existen varias hipótesis posibles acerca del origen etimológico de Los Torraos, la hipótesis más consolidada es la derivada de la posible existencia de varios hornos para "torrar" o secar pimientos que posteriormente se molían para obtener el pimentón.

## Geografía

### Ubicación
La pedanía de Los Torraos se ubica en la parte norte del término municipal de Ceutí, delimitada al norte y este por el Río Segura, al oeste por la rambla Salada de Archena y al sur por el propio casco urbano de Ceutí. El núcleo urbano de Los Torraos se asienta sobre un cabezo y sus laderas situado en el margen derecho del Río Segura. 

## Patrimonio
La joya del patrimonio de Los Torraos es sin lugar a dudas la noria que se encuentra en el paraje conocido como 'El Bombillo' y que queda al noroeste del núcleo urbano cerca del Río Segura, en la zona limítrofe con Archena. Construida en el año 1789 sobre la Acequía Mayor de Alguazas, la noria de Los Torraos o 'del Boticario' está cosntituida por un esqueleto metálico de zinc, que a veces se podía alearse con aluminio para evitar su corrosión, como ocurre en otras norias de la misma comarca. La noria posee 11 metros de diámetros, 14 radios de fino grosor y 56 cangilones. Además, sus palas son curvadas para aprovechar mejor la fuerza del agua. Remodelada varias veces, la remodelación más reciente fue en 2001. Actualmente está en uso y continúa elevando el agua de la acequía para el riego de las tierras de cultivo aledañas.
La ermita de Los Torraos está dedicada a los patrones de la pedanía San José Obrero y Santa María Magadalena. Se ubica sobre una llanura existente sobre el cabezo, en la zona conocida como 'La Meseta'. Fue construida en el año 1961 y es de planta rectangular. Tras su restauración en el año 2006, presenta un nuevo retablo en madera y una imagen de la patrona, obra del escultor murciano García Mengual. Además, desde entonces,15 cuadros al óleo representando a Cristo amarrado, San Pablo, San Bernabé y al resto de apóstoles, todos ellos obra del también pintor murciano Saura Mira.

## Demografía
En 2019, la población de Los Torraos era de 831 habitantes. Esto representa poco más del 7% de la actual población de Ceutí. Actualmente, la población de Los Torraos se concentra alrededor del cabezo, en la zona conocida localmente como 'la Meseta' y a lo largo de su ladera este en la zona conocida como 'el Soto'. Además, la pedanía cuenta con un pequeño grupo de casas situadas sobre el Cabezo de Vistalegre, entre el núcleo urbano y Ceutí, conocido como 'Vista Alegre'.

## Fiestas
Las fiestas se celebran el día 1 de julio hasta el 13 de julio en honor a Santa María Magdalena y San José Obrero.
Donde todos sus vecinos se reúnen y salen a sus calles para celebrar sus fiestas con diferentes eventos. También se realiza una romería en honor a San José Obrero patrono del lugar. 